# June Foulds
June Foulds, född 13 juni 1934 i Shepherd's Bush i London, död 6 november 2020, var en brittisk friidrottare.
Foulds blev olympisk silvermedaljör på 4 x 100 meter vid sommarspelen 1956 i Melbourne.